# Cellule condrogeniche
Le cellule condrogeniche (insieme al condroblasto e al condrocita) fanno parte di uno dei tre tipi di cellule associate alla cartilagine. 
Sono a forma di fuso e derivano dalle cellule mesenchimali. Mostrano un nucleo ovoidale e uno o due nucleoli. Al microscopio elettronico, nel citoplasma di queste cellule è possibile osservare un piccolo apparato di Golgi, scarsi mitocondri, alcuni tubuli del reticolo endoplasmatico rugoso e numerosi ribosomi liberi. 
Queste cellule si possono differenziare in condroblasti, così come in cellule osteoprogenitrici.